# Alouatta seniculus
El mono aullador rojo (Alouatta seniculus) es una especie de primate platirrino de la familia de los atélidos que habita en  en Venezuela, Perú, Ecuador y Colombia, siendo su presencia en Brasil disputada: en tanto, los taxones presentes en ese país han sido incluidos todos en otras especies. Las referencias y fotos que indican su presencia en Bolivia, no se corresponden con la actual caracterización de A. seniculus, de manera que se considera que las únicas especies del género cuya presencia se ha comprobado en ese país son Alouatta sara (antes considerada subespecie de A seniculus) y A. caraya, siendo posible, mas no registrada, la presencia de A. puruensis.
Se caracteriza por su color rojo anaranjado en todo el cuerpo, su cara desnuda de color negro y un pelaje facial a manera de barba, lo más notorio es su vocalización ya que es de las más fuertes del mundo animal.

## Nombres comunes
A lo largo de su distribución se le conoce como mono colorado, mono cotudo; roncador en el interior del Colombia; araguato en Arauca, Casanare y los Llanos Orientales; bonso, mono berreador en el Tolima y los Llanos Orientales cotudo y cotumono en la Amazonia; guariba vermelho en los  de alrededores de Leticia (de origen brasileño); otros nombres en español son mono colorado, coto. En inglés se lo llama red howler o red howling monkey; en Francés hurleur roux, hurleur alouate, singe rouge, Brüllaffe en alemán; scimmi aurgenti en italiano; baboen en Surinam; guariba vermelha o guariba ruiva en portugués.

## Taxonomía y filogenia
La especie fue descrita por Carlos Linneo en 1766, colectada por Nikolaus Joseph von Jacquin pero el holotipo no se guardó. Anteriormente se incluía dentro de la familia Cebidae dentro de la subfamilia Alouattinae, pero a raíz de estudios moleculares se demostró el parentesco de Alouatta con los géneros Ateles, Brachyteles y Lagothrix (monos araña y lanudos) formando la subfamilia Atelinae. Colin Groves reconoce tres subespecies de Alouatta seniculus: A. s. arctoidea, A. s. juara y A. s. seniculus. En otra revisión taxonómica se describen siete subespecies, A. s. seniculus, A. s. insulanus, A. seniculus ssp., A. s. amazonica, A. s. juara, A. s. puruensis y A. s. arctoidea. En la publicación de Hill, reconoce nueve subespecies de Alouatta seniculus: A. s. seniculus, A. s. arctoidea, A. s. stramineus, A. s. macconnelli, A. s. insulanus, A. s. amazonica, A. s. juara, A. s. puruensis, y A. s. sara. Sin embargo, puso en duda la validez de 4 de ellos, considerando a A. s. macconnelli y a A. s. amazonica sinónimos de A. s. stramineus y a A. s. juara y A. s. puruensis sinónimos de la subespecie A. s. seniculus. Hill, y posteriormente Cabrera, reconocen la subespecie de Trinidad, A. s. insulanus. Gregorín considera especies diferentes A. juara, A. puruensis, A. nigerrima y A. macconnelli, con lo que excluye del ámbito de A. seniculus todas las que se consideraban subespecies presentes en Brasil.
El número cromosómico diploide varía desde 43 hasta 51, el número fundamental está entre 56-76, 1-5 microcromosomas pueden estar presentes (responsables para la variación en el número diploide, y no se conoce en ningún otro primate), y varios sistemas de cromosomas sexuales se han reportado. En cuanto a otros organismos en las regiones de bosques tropicales, es probable la diversidad biológica y el número de aulladores rojos han sido subestimados. Existe también una alta variabilidad cariotípicas inter e intraespecífica en Alouatta por ejemplo el número diploide de la especie boliviana A. sara tiene 46, mientras que la de A. s. seniculus y A. s. arctoidea es 40. El número cromosómico diploide de A. s. stramineus o A. macconnelli son de 46

## Rango geográfico y hábitat

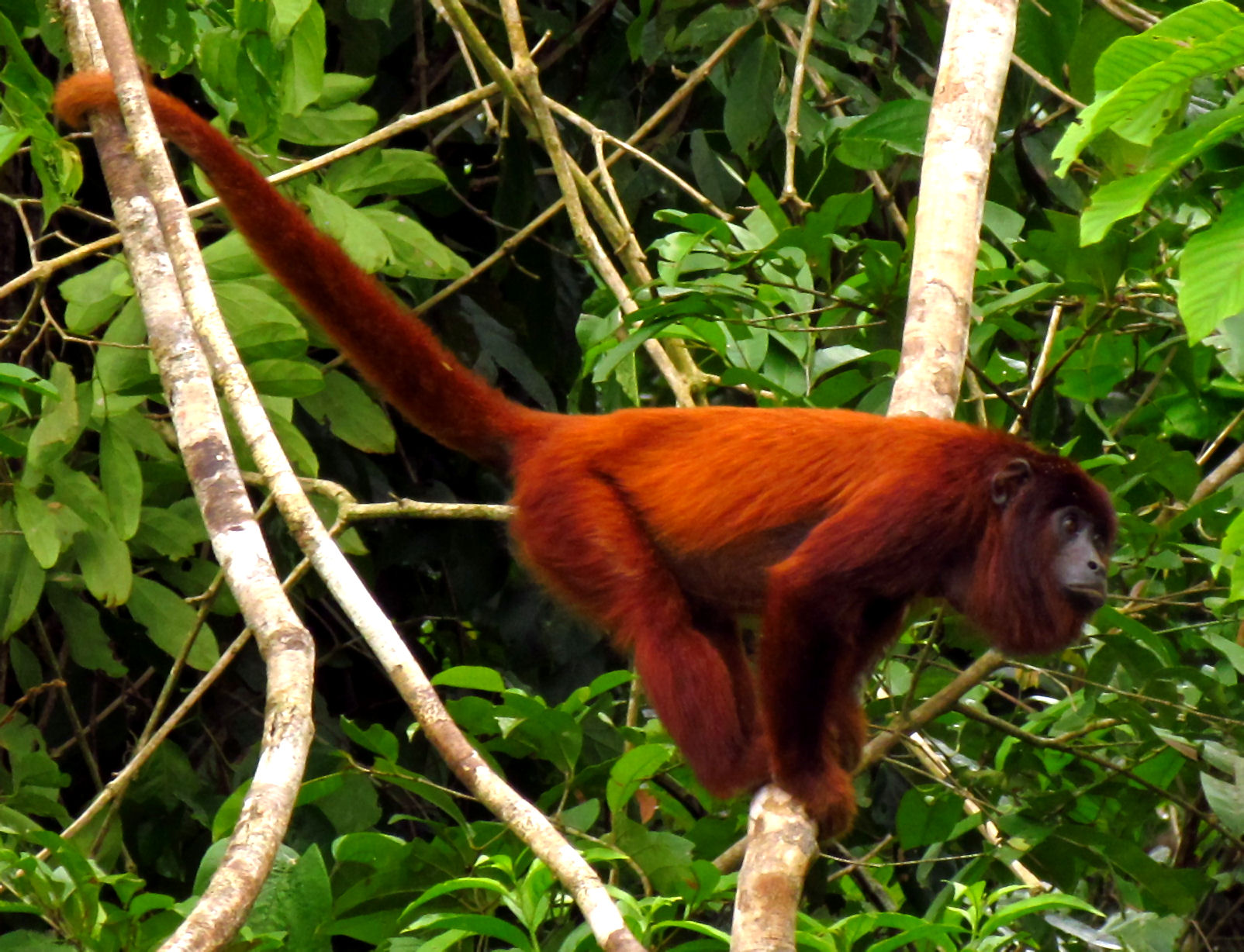
Mono aullador rojo en la reserva nacional Tambopata, Perú.

El mono aullador rojo habita al noroeste de América del Sur en Venezuela, Colombia, Ecuador, norte del Perú, y el noroeste de Brasil (en el estado de Amazonas). En Colombia la especie es común y solo está ausente en la Región Pacífica, el desierto de la Guajira, el departamento de Nariño y las regiones montañosas carentes de bosques; se ha reportado hasta los 3200 m s. n. m. en los Andes colombianos. En Venezuela se conoce en la Sierra de Mérida y alrededor del Lago de Maracaibo También puede encontrarse en el noroeste del Estado Bolívar. En Ecuador y Perú se encuentra en la mayor parte de la cuenca amazónica hasta el oriente brasilero limitado por el río Negro. Las poblaciones bolivianas referidas a esta especie, eran incluidas en un taxón subespecífico (Alouatta seniculus sara), el cual fue elevado a especie plena: Alouatta sara.
La especie habita principalmente en bosques primarios de baja altitud, bosque secos caducifolios, bosques de neblina, bosques de galería, manglares y bosques de várzea. Se lo ha observado hasta los 3200 m s. n. m. en Colombia; en Ecuador se halla en la selva tropical lluviosa de la cuenca amazónica entre los 200 y 2000 m s. n. m., siendo más frecuente a menos de 700 m s. n. m.

## Anatomía

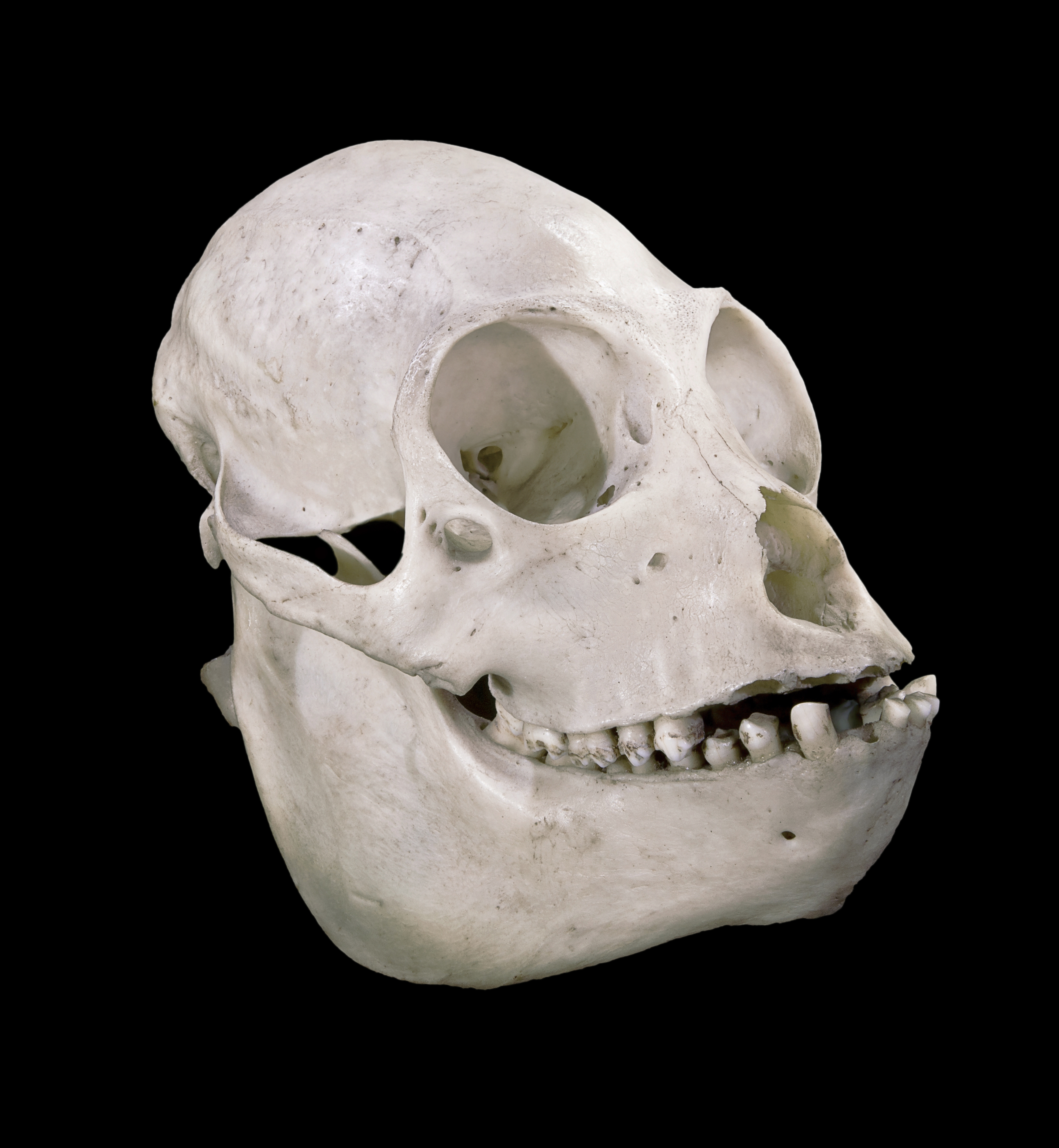
Cráneo de Alouatta seniculus. Se observa el mayor tamaño en proporción de los huesos de la cara y de la mandíbula con respecto al neurocráneo.

Es una especie grande entre los monos del Nuevo Mundo, mide entre 44 y 59 cm y su cola mide entre 54 y 79 cm. Los machos tienen un peso promedio de 7,5 kg y las hembras 6,3 kg. Se alimentan de hojas, frutas y flores principalmente. El aparato vocal de la especie, especialmente el hueso hioides que amplifica los sonidos durante las vocalizaciones, como en todos los aulladores. Lo mismo sucede con la mandíbula, la cual es robusta, especialmente sobre el ángulo.
Los huesos faciales se hallan más desarrollados que el neurocráneo, el cual visto lateralmente presenta una forma piramidal, el foramen magnum se orienta en dirección postero-lateral en lugar de hacerlo en dirección postero-inferior.Los músculos masticatorios de hallan desarrollados, el masetero es potente y se fija en casi la totalidad de la rama ascendente de la mandíbula. El músculo pterigoideo medial, que se inserta en la cara interna de la rama mandibular, también está bien desarrollado y su volumen es casi equivalente al del masetero.
Se piensa que la insuflación de la piel que cubre la región submandibular (saco gular) durante llamados se relaciona con el desarrollo de los músculos masticatorios. Se ha encontrado que el tamaño del músculo temporal con relación al masetero, aumenta en cuanto el animal crece y existe mayor dimorfismo sexual en este músculo que en el masetero. Así mismo se estableció que el papel del músculo temporal en la masticación es más importante que la del masetero, por lo cual se cree que el desarrollo de este, se debe principalmente a su uso durante las vocalizaciones.

## Comportamiento
Por lo general se congregan en grupos que en promedio tienen 6 animales, pero se han observados en grupos más grandes de hasta 16 individuos, en territorios de entre 4 y 182 ha. Adoptan principalmente la posición cuadrúpeda y lo hacen en un 80% de las veces mientras se desplazan. De acuerdo a los estudios realizados, se estima que el aullador rojo invierte su tiempo entre el 22,2% y 29% del tiempo alimentándose, entre el 43 y 63% descansando y entre el 14,8% y 27% del tiempo moviéndose. Son animales diurnos y alternan los ciclos de actividad durante épocas de lluvias (duermen menos y caminan más) y épocas secas (duermen más y caminan menos). Son arbóreos y descansan preferiblemente en árboles medianos y grandes. Los machos viejos son los que gozan del derecho de aparearse con las hembras del grupo; los nacimientos se presentan en cualquier época del año y por lo general nace una cría. Esta especie de aulladores recorren durante el día trechos de entre 560 y 1660 metros, factor importante en la dispersión de semillas.
Los grupos se hallan segregados en un tipo de organización social determinado por la edad. Son animales gregarios y el cuidado de los infantes se encuentra a cargo de todas las hembras del grupo. En ocasiones se ha observado la toma del control del grupo por parte de machos foráneos e infanticidios.
Usualmente los comportamientos más violentos entre grupos son los gritos y aullidos prolongados, pero ocasionalmente el grupo ahuyentador puede conducir a que se presenten contactos físicos. Las interacciones de acicalamiento más frecuentes se presentan entre hembras adultas y subadultas, aunque todos los miembros excepto los machos juveniles, toman parte en esta actividad la cual está relacionada con la estructura social.
En cuanto al acicalamiento de un miembro del grupo a otro parece estar dado las tensiones sociales, la edad y composición por sexo. Se encontró en diferentes grupos gran variación en la tasa y el patrón acicalamiento y este comportamiento parece influenciado por las diferencias particulares de cada grupo. Las hembras adultas fueron las que más acicalaron a los demás, conducta frecuente entre los platirrinos. Al igual que en otros primates, el acicalamiento se concentró especialmente en áreas del cuerpo inaccesible y esto ha sido considerado evidencia de que posee un papel dentro de la higiene.
Se ha evidenciado que al alcanzar la edad reproductiva las hembras se agrupan con hembras de grupos diferentes cimentando grupos nuevos. Se compararon las diferencias en la fecundidad y la supervivencia infantil dentro y entre los grupos no relacionados y relacionados de hembras. Se encontró que las hembras en estas coaliciones no tienen los mismos haplotipos de ADN mitocondrial lo que indica que estas rara vez forman grupos con familiares.

### Vocalización y despliegues
Como todos los integrantes del género Alouatta se distingue por su potente aullido. Al parecer la función principal de este despliegue es advertir de la presencia a grupos vecinos para demarcar el territorio y evitar confrontaciones directas. También puede desempeñar un papel de tipo social para fortalecer lazos de pareja y dentro de la competencia por las hembras. Este aullido también se emite en respuesta al ruido de los truenos, lluvia, viento, aviones y el ruido de otros animales. En esta especie se describe una amplia gama de vocalizaciones:
1. Rugido suave, consistente en una serie de cortos e incipientes rugidos emitidos por los machos dominantes.
2. Rugidos acompañantes, de tono elevado y emitido por jóvenes y hembras adultas.
3. Ladrido del macho, emitido por los machos en series de 1 a 4 cuando son perturbados
4. Ladrido femenino, sonido de tono alto emitido por las hembras como voz de alarma y usualmente para acompañar el ladrido del macho.
5. Ladrido incipiente, de tono más alto en las hembras que en los machos y emitido cuando son molestados.
6. expirar aire repetida y rítmicamente por machos adultos.
7. Lloriqueo, de tono más alto y emitido por infantes, juveniles y hembras adultas en situaciones de frustración.
8. Eh suaves, repetidas expiraciones de unos pocos segundos de duración, emitidas por infantes mientras exploran y juegan.
9. Chirrido de bisagra sin aceite, emitido por infantes estando al lado de su madre.
10. Ladrido del infante, emitido en situaciones de angustia.
11. Ronroneo, emitido por los infantes cuando están en contacto con su madre.

### Dieta
Su dieta se distribuye en similar proporción entre hojas y frutas. En un estudio realizado en poblaciones que habitan el bosque de niebla en Colombia, en un plazo de 10 meses, la dieta estaba compuesta de un 44,5% hojas tiernas, 42,3 % frutas, 7,5 % hojas maduras, 5,4 % flores y 0,1 % pecíolos.
En estudios llevados a cabo en el Parque nacional natural Tinigua, Colombia, se estableció que las especies de frutas más relevantes fueron de las especies Brosimum alicastrum 20% (Moraceae), Ficus andicola 9% (Moraceae) y Pseudolmedia hirta 7% (Moraceae). En otro estudio realizado en el bajo Apaporis, también en Colombia, se estableció que los componentes de la dieta fueron del 52,3% de frutos, 35,5% de hojas, (principalmente hojas tiernas), 9% de raíces 2,6% de otros componentes vegetales y solo el 0,8% de otros recursos alimenticios. Las especies de frutas consumidas fueron principalmente Abuta grandifolia (Menispermaceae), Cecropia scladophylla (Cecropiaceae) y Micropholis porphyrocarpa (Sapotaceae), mientras las principales fuentes de hojas fueron las especies Brosimum parinarioides, Brosimum rubescens, Brosimum utile y Helicostylis tomentosa (Moraceae); Clathotropis macrocarpa (Fabaceae) y Swartzia sp (Papilionoideae).
De todas las especies del nuevo mundo, solamente Alouatta seniculus y Ateles belzebuth se observan frecuentemente comiendo tierra. También se ha encontrado que se alimentan de nidos de termitas encontrados en los árboles. Se cree que debido a que los lugares donde habitan estos dos primates son relativamente seguros, ellos pueden bajar y complementar su dieta con minerales presentes en el suelo.

### Ciclo vital
Los machos llegan a la madurez entre los 58 y 66 meses y las hembras entre los 43 y 54 meses. Al alcanzar la madurez los individuos de ambos sexos abandonan su grupo natal para integrarse con otros grupos. Las hembras tienen un ciclo sexual que en promedio dura 17 días, el cual es detectado por los machos por medio del olfato. La gestación dura 191 días y por lo general paren una sola cría, que puede nacer en cualquier época del año.
Al nacer las crías no cuentan con una cola prensil funcional, atributo que alcanzan hasta las 6 u 8 semanas de edad. Los recién nacidos se aferran al vientre de la madre durante las primeras semanas mientras logran trepar a su espalda. Empiezan a consumir alimentos sólidos hasta alrededor de los 2 meses, pero son amamantados hasta los 10 meses de edad.

## Depredadores
La especie por sus hábitos arbóreos es en ocasiones atacada por águilas arpías, boas constrictoras y anacondas verdes jóvenes. Sin embargo, la tasa de depredación en primates arbóreos es considerablemente menor que en primates terrestres. Además de las águilas arpías, se ha documentado, basado en evidencia circunstancial, que un grupo de cuatro adultos y posiblemente un quinto miembro de Alouatta seniculus desapareció por causa de un jaguar juvenil, el peso corporal de un mono araña se ajusta con el rango de presas del jaguar.

## Conservación
La Lista Roja de la UICN cataloga al mono aullador rojo en la categoría de preocupación menor, tampoco se incluye en los apéndices de la CITES. No obstante, se cree que su población actual está disminuyendo, debido a la comercialización ilegal de monos como mascotas, la tala de árboles, los incendios forestales y la caza descontrolada por deporte.